# غوتليب فروليش
غوتليب فروليش هو موجه قوارب ‏ سويسري، ولد في 13 أغسطس 1948 في Wohlen bei Bern ‏ في سويسرا.

## وصلات خارجية
- غوتليب فروليش على موقع الاتحاد الدولي للتجديف (الإنجليزية)
- غوتليب فروليش على موقع اللجنة الأولمبية الدولية (الإنجليزية)
- غوتليب فروليش على موقع أوليمبيديا (الإنجليزية)